# Sir Väs (kungskobra)
Sir Väs (av massmedia även stavat Sir Vääs), även benämnd Houdini (efter sin rymning 2022), är en kungskobra, född 2018, som finns på Skansen-Akvariet. Den blev känd via massmedia i samband med en rymning från sitt terrarium i oktober 2022.

## Namnet
Namnet Sir Väs kommer från den tecknade filmen Robin Hood, där en av karaktärerna är en orm med det namnet. Houdini anspelar på utbrytarkungen Harry Houdini, och det var Skansenakvariets grundare, Jonas Wahlström som föreslog namnet.
Efter att ha brutit sig ur sitt terrarium den 22 oktober 2022 fick ormen smeknamnet "Houdini", efter den välkända utbrytarkungen Harry Houdini, eftersom ormen lyckats bryta sig ur sin instängning utan extern påverkan, precis som en utbrytarkung.

## Rymningen 2022
Ormen rymde från sitt terrarium den 22 oktober 2022, genom att sträcka sig upp mot belysningsarmaturen, och trycka sig emellan den rörliga reflektordelen och reflektorhuset. Det antogs ha varit möjligt på grund av att de gamla varma lamporna just hade ersatts av lågenergilampor som inte genererar alls lika mycket värme. Händelsen fick stort mediepådrag. Rymningen filmades av en besökande familj, som också larmade personalen. Dock hann ingen i personalen stoppa den pågående rymningen.
Skansen-Akvariet stängdes för besökare medan resten av Skansen var öppet. Enligt Skansenpersonalen var det ingen risk att ormen skulle rymma utomhus. Eftersom ormen vanligen lever i varma miljöer bedömdes också risken som liten att den frivilligt skulle ta sig utomhus. Jonas Wahlström ansåg att ormen inte skulle klara höstkylan. Det uttalandet fick mothugg av djurexperten Tom Arnbom vid WWF. Enligt honom hade ormen teoretiskt sett kunnat ta sig ut genom ventilationssystemet och överleva i flera månader i 5 °C. Den kan även överleva en längre tid utan föda.
Skansen-Akvariet använde sig av kameror som kunde stoppas in i små utrymmen, och de fick även hjälp av reptilexperten Kalle Melkersson från Kolmårdens djurpark i jakten efter ormen. Men det var först den 28 oktober 2022 som de lyckades lokalisera ormen, efter att fyra tulltjänstemän från Tullverket hjälpt till i sökandet med handburna röntgenapparater och trådkameror. Ormen återfanns i isoleringen i en mellanvägg i Skansen-Akvariet. Den återvände självmant till terrariet natten mot den 30 oktober, när personalen arbetade med att plocka fram den. Ormen var frisk när den återvände, och alla terrarium kontrollerades och säkrades för att förhindra framtida rymningar.

### Mediebevakningen
Rymningen var uppmärksammad i media, både i Sverige och andra länder, vid tiden för händelsen. Enligt varumärkesstrategen Tobias Brandt lyckades Skansen-Akvariet vända det farliga i situationen till något positivt.
Möbelföretaget Ikea lade ut en annons, där de gjorde reklam för en plafond med specifikationen "ormsäker", för att dra nytta av uppmärksamheten. I en reklamannons från Östgötatrafiken uppmuntrades kobran att resa med bolagets bussar.